# 和歌山県道184号生石公園線
和歌山県道184号生石公園線（わかやまけんどう184ごう おいしこうえんせん）は、和歌山県有田郡有田川町から海草郡紀美野町を経由して、有田郡有田川町に至る一般県道である。

## 概要
有田郡有田川町大字彦ヶ瀬から海草郡紀美野町を経由して、有田郡有田川町大字楠本に至る。
道が狭く、対向不能区間がある。大部分が1車線前後しかなく、山の中を通るが、農地や集落があるので、生活道路として地元住民が利用している。

### 路線データ
- 起点：和歌山県有田郡有田川町大字彦ヶ瀬（国道424号交点）
- 終点：和歌山県有田郡有田川町大字楠本（和歌山県道180号野上清水線交点）
- 実延長：18.0 km

## 歴史
- 1974年（昭和49年）4月1日 - 和歌山県が一般県道として生石公園線を認定[1]。
- 2023年（令和5年）1月24日 - 海草郡紀美野町中田地内の0.5 kmが供用[2]。

## 地理

### 通過する自治体
- 和歌山県
  - 有田郡有田川町 - 海草郡紀美野町 - 有田郡有田川町

### 交差する道路
| 交差する道路              | 交差する場所 | 交差する場所 |
| ------------------------- | ------------ | ------------ |
| 国道424号                 | 大字彦ヶ瀬   | 起点         |
| 和歌山県道180号野上清水線 | 大字楠本     | 終点         |

### 沿線
- 有田川町立五西月小学校
- 生石高原県立自然公園